# Гідеон Малерб
Гідеон Малерб (англ. Gideon Malherbe; нар. 1 жовтня 1972) — південноафриканський борець вільного та греко-римського стилів, чемпіон Африки з вільної боротьби, чотириразовий бронзовий призер чемпіонатів Африки та бронзовий призер Всеафриканських ігор з греко-римської боротьби.

## Життєпис
Боротьбою почав займатися з 1979 року.
Виступав за спортивний клуб «Альбертон». Тренер — Дін Малерб (з 1979).

## Спортивні результати на міжнародних змаганнях

### Виступи на Чемпіонатах світу
| Змагання                        | Збірна | Вагова категорія                 | Місце |
| ------------------------------- | ------ | -------------------------------- | ----- |
| Чемпіонат світу з боротьби 1999 | ПАР    | греко-римська боротьба, до 76 кг | 19    |

### Виступи на Чемпіонатах Африки
| Змагання                         | Збірна | Вагова категорія                 | Місце  |
| -------------------------------- | ------ | -------------------------------- | ------ |
| Чемпіонат Африки з боротьби 1992 | ПАР    | греко-римська боротьба, до 74 кг | Бронза |
| Чемпіонат Африки з боротьби 1993 | ПАР    | греко-римська боротьба, до 74 кг | Бронза |
| Чемпіонат Африки з боротьби 1996 | ПАР    | греко-римська боротьба, до 74 кг | Бронза |
| Чемпіонат Африки з боротьби 1997 | ПАР    | вільна боротьба, до 69 кг        | Золото |
| Чемпіонат Африки з боротьби 1998 | ПАР    | греко-римська боротьба, до 76 кг | Бронза |

### Виступи на Всеафриканських іграх
| Змагання                 | Збірна | Вагова категорія                 | Місце  |
| ------------------------ | ------ | -------------------------------- | ------ |
| Всеафриканські ігри 1995 | ПАР    | греко-римська боротьба, до 74 кг | Бронза |